# Drachenberg
Le Drachenberg /ˈdʁaxənˌbɛʁk/ (« le mont des deltaplanes » en allemand), est une colline culminant à 99 mètres d'altitude dans l'Ouest de Berlin, dans l'arrondissement de Charlottenburg-Wilmersdorf. Comme sa colline voisine Teufelsberg, située à 400 m de distance au sud-ouest, elle se trouve dans la forêt de Grunewald.
Comme le Teufelsberg, le Drachenberg est une schuttberg, une colline formée artificiellement après la Seconde Guerre mondiale par l'amassage de gravats et de sable. En plus d'être 20 mètres plus basse que sa voisine, le Drachenberg a aussi un sommet plus aplati et consiste en un vaste plateau non boisé. L'accès est gratuit au contraire du Teufelsberg où l'entrée dans l'ancienne base américaine est payante et souvent guidée, et c'est un terrain de détente où les berlinois se rendent pour profiter de la vue dégagée. On y fait entre autres sports du deltaplane, d'où son nom. Elle est parfois surnommée « la petite Teufelsberg ».

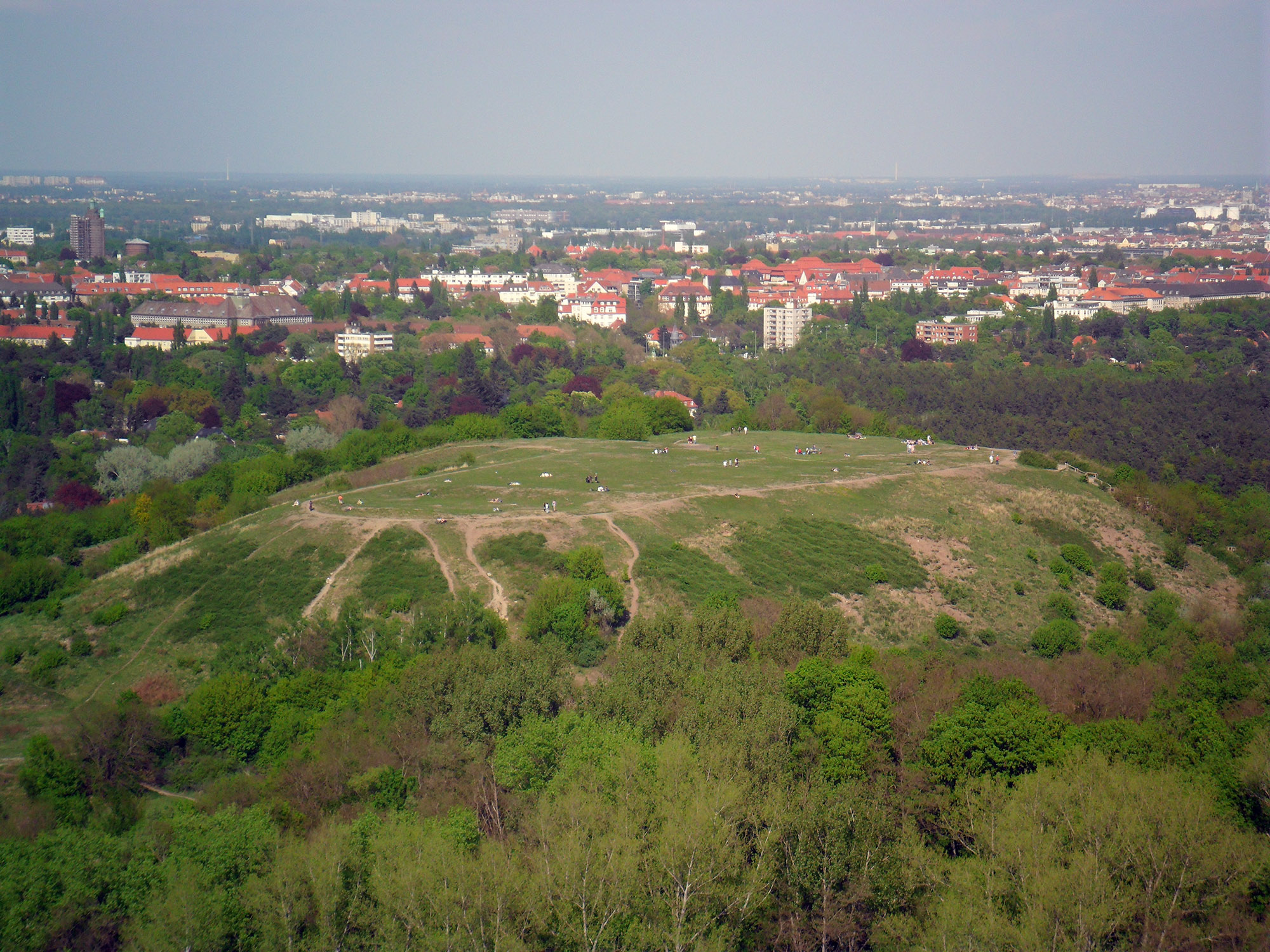
Vue du Drachenberg depuis le Teufelsberg.

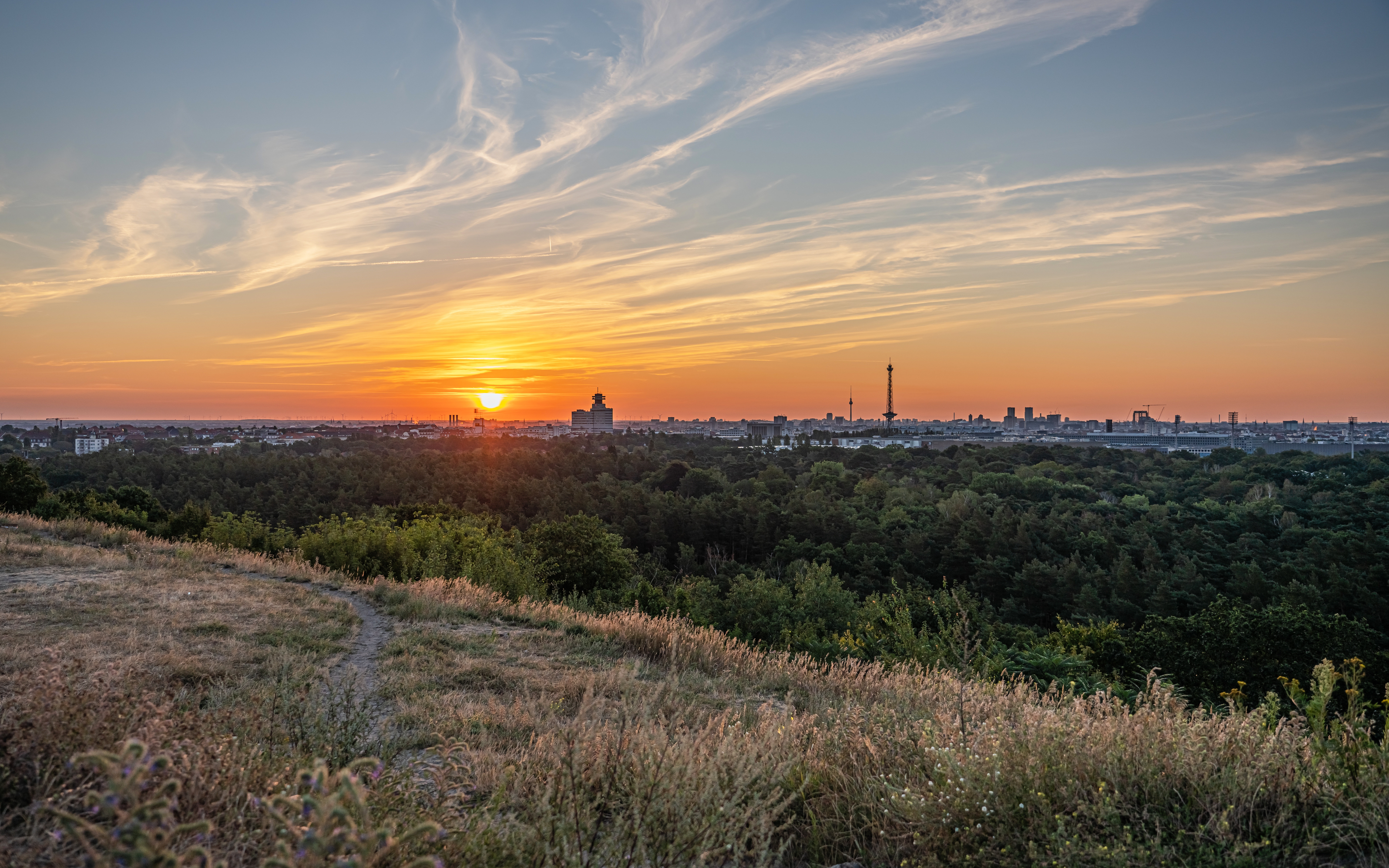
Vue depuis le Drachenberg.